# Karl Barry Sharpless
Karl Barry Sharpless (Filadèlfia, Pennsilvània, EUA, 28 d'abril de 1941) és un químic i professor universitari estatunidenc guardonat amb el Premi Nobel de Química l'any 2001 i el Premi Nobel de Química 2022. Va estudiar química al Friends' Central School, on es llicencià el 1959. Posteriorment realitzà el doctorat l'any 1968 a la Universitat Stanford, continuant els seus treballs post-doctorals en aquesta universitat. Fou professor de l'Institut Tecnològic de Massachusetts, i des de 1990 és professor de química al The Scripps Research Institute de La Jolla a Califòrnia. L'any 2001 fou guardonat amb la meitat del Premi Nobel de Química per haver aconseguit obtenir molècules quirals òpticament pures mitjançant la reacció d'oxidació amb catalitzadors. L'altra meitat del premi fou compartida pel químic nord-americà William S. Knowles i el japonès Ryoji Noyori per aconseguir el mateix procés utilitzant la hidrogenització.
L'any 2022 fou guardonat novament amb el Premi Nobel de Química pel desenvolupament de la química del clic i la química bioortogonal. Compartí el premi juntament amb Carolyn Bertozzi i Morten P. Meldal. Amb aquest segon guardó, Sharpless es converteix en el segon químic a rebre dos Premi Nobel de Química, després de Frederick Sanger, i la cinquena persona a rebre més d'un Premi Nobel, una fita que fins al moment només havien aconseguit: Marie Curie, Linus Carl Pauling, John Bardeen i Frederick Sanger.